# Kimija-ji sa’ádat
Kimija-ji sa’ádat, neboli Alchymie štěstí (persky: كيمياى سعادت, anglicky: Kimiya-yi sa'ādat, The Alchemy of Happiness nebo Alchemy of Eternal Bliss), je dílo perského muslimského teologa, filozofa a imáma Al-Ghazálího, který žil v letech 1058 – 1111. Toto dílo pojednává o čtyřech oblastech víry: náboženských povinnostech, spáse, zatracení a mezilidských vztazích.
Al-Ghazálí v knize zdůraznil významnost rituálních požadavků islámu, činy, jež vedou ke spasení a důležitost vyhýbání se hříchu. Od ostatních teologických děl se kniha lišila zejména v kladení důrazu na sebekázeň a askezi. Svým obsahem reagovala na situaci politického a intelektuálního neklidu tehdejšího muslimského světa.

## Kapitoly
Kimija-ji sa’ádat je rozdělena do těchto kapitol:
- Poznání sebe sama
- Poznání Boha
- Poznání světa
- Posmrtný život
- Islám a jeho základní elementy
- Ostatní záležitosti života: Principy slušného chování
- Etapy v životě člověka, které škodí posmrtnému životu a požehnání za jeho počestnost

Al-Ghazálí se knihou snaží oslovit člověka a přiblížit mu oblasti života a víry, které je potřeba zdokonalit. Jeho myšlenky reagují na verše Koránu, jež prostupují celé dílo. V první části podtrhuje ideu, že klíčem k uvědomění si Božského řádu je poznání sebe sama, toto poznání vysvětluje následovně:
Alchymie štěstí je průvodcem transformování podstaty člověka ze stavu jeho nízkosti do stavu andělské čistoty. Tato transformace se uskutečňuje prostřednictvím poznávání Boha. Než však začneme poznávat Boha, musíme poznat sami sebe. Poznání sebe sama začíná s pochopením dvou různých složek lidské bytosti – těla a srdce (přesněji duchovního srdce). Existuje pět kroků k pochopení srdce. Nejdříve musí člověk uznat jeho existenci. Dále si musí být vědom, že srdce funguje za účelem hledání štěstí skrze poznání Boha. A toto vědění o Bohu získá skrze poznávání Božího stvoření. Dalším krokem je chápání těla jako království, kde končetiny a orgány jsou jeho pracovníky. Apetit (chuť) je jako výběrčí daní, hněv je jako policista. Rozum je ministrem a srdce králem.
Tělo je v neustálém duchovním boji mezi bytím v zajetí hněvu a chuti a využíváním je k dosažení duchovního naplnění. Jestliže srdce jedná na radu rozumu a udržuje hněv a chuť pod kontrolou, cesta ke štěstí se zpřístupní. Pokud se však rozum stane vězněm hněvu a chuti, království (tělo) zpustne a srdce bude zničeno.
Chuť k jídlu a hněv – tyto vlastnosti jsou stvořeny pro to, aby vyživovaly a ochraňovaly tělo a jsou jeho služebníky. Tělo bylo stvořeno, aby neslo lidské smysly, a tělo je jejich služebníkem. Smysly jsou stvořeny za účelem shromažďování informací a schopností, a slouží rozumu. Rozum byl stvořen jako lampa srdce, skrz jejíž světlo může srdce vidět Boží přítomnost, rozum je tak služebníkem srdce. Srdce bylo stvořeno pro to, aby bylo svědkem krásy Božské přítomnosti, a je Božím služebníkem.
Srdce má řadu vlastností, které lze rozdělit do čtyř typů:
- dravé vlastnosti, jež nachází potěšení ve vzteku, ničení a zabíjení,

- zvířecí vlastnosti, které hledají štěstí v jídle, spánku a souloži,

- démonické vlastnosti, jež prosperují ze zla a podvodu,

- andělské vlastnosti, které nachází štěstí v rozjímání o Boží přítomnosti.

Aby člověk dosáhl duchovního štěstí, andělská vlastnost rozumu musí mít nadvládu nad vlastnostmi dravými, zvířecími a démonickými. Ušlechtilost srdce je to, co pozvedá člověka nad postavení zvířat. Ušlechtilost z vědění má dva stupně – první získává srdcem skrze dveře, otevírající se k pěti vnějším smyslům (tj. učení se vědám a umění). Druhý je získáván přímo srdcem skrze dveře, jež se otvírají k nebesům a Božské inspiraci.

## Kimija-ji sa’ádat a koncept Boha
Imám Ghazálí hovoří také o konceptu Boha tak, jako je chápán v islámské teologii. Pojetí Boha v islámu se od ostatních náboženských konceptů odlišuje výrazným důrazem na jedinečnost a věčnost Boha, jehož není možné připodobnit k žádnému Jeho stvoření. Znalost o přítomnosti Boha tedy nelze omezit na vnímání skrze pět základních smyslů.
„Nyní, v neposlední řadě, musíte pochopit význam slov ‚Allahu Akbar‘. To neznamená jednoduše ‚Allah je velký‘. Tato slova mají mnohem, mnohem hlubší význam. Neznamená to pouze to, že je větší než ostatní. On je největší ze všech. A přesto nelze vyvodit jakékoliv srovnání mezi Ním a vším ostatním. On je nekonečně nejvyšší. On předčí vše a obklopuje vše. Je všemohoucí, vševědoucí, všudypřítomný a nejslitovnější. Poznáme Jej, Jeho jedinečné a ohromné vlastnosti a síly skrze Jeho tvůrčí nadání a skrze Jeho svatá jména. Tak ohromný a bez jakékoliv podobnosti je Ten, Jehož nikdy nebudeme schopni popsat či spočítat Jeho požehnání.“
„Všechno, co je, je od Něho a díky Němu. Lépe řečeno, všechno, co je, je On. Protože nic ve skutečnosti neexistuje mimo Něj. Existence všeho je odrazem Jeho bytí.“
Al-Ghazálí ve své Alchymii štěstí přirovnává lidské srdce ke studni a vědění k vodě. Pět lidských smyslů popisuje jako pět proudů, které studnu plní vodou. Tato voda je však znečištěna a vytváří na dně studny vrstvu špíny. Vespod studny je pramen křišťálově čisté vody, který představuje duchovní vědění, díky němuž člověk pocítí Božskou přítomnost. Chce-li člověk naplnit studnu křišťálově čistou vodou, která proudí vespod, musí tak nejprve zastavit proudy znečištěné vody, studnu vyprázdnit a vyčistit její dno od špíny. Teprve poté může vytrysknout čistý pramen, který sám srdce naplní. Pokud člověk proudy vody nezastaví a neodstraní špínu, studna se stále bude naplňovat nečistotami a bránit průniku čistého pramene.
Imám Ghazálí se tak shoduje s myšlenkou mystiků, podle nichž mohou být znalosti, které člověk získá z pozemského vnímání, v některých případech překážkou k nabytí duchovního poznání. Svému čtenáři zmíněnou metaforou přibližuje fungování lidského srdce. Skrze zrak, sluch, čich, chuť a hmat člověk získává znalosti o světě, jimiž naplňuje své srdce. Jak již ve svém přirovnání zmínil, tyto znalosti jsou znečištěny. Proto je třeba zastavit proudy smyslů, vyprázdnit srdce a odstranit špínu na jeho dně, která působí jako clona blokující přístup k Božské inspiraci. Pokud se neodpoutá od světských znalostí nabyté skrze smysly, nikdy se mu nepodaří naplnit své srdce zcela čistým duchovním poznáním.

## Překlady
Dílo Kimija-ji sa’ádat bylo z perského originálu přeloženo do dalších jazyků, např. do turečtiny, němčiny, angličtiny, urdštiny a bengálštiny.